# Questore (ordinamento italiano)
Il questore, nell'ordinamento amministrativo italiano, è un'autorità di pubblica sicurezza a competenza tecnica (mentre il prefetto è autorità di pubblica sicurezza a competenza generale), con circoscrizione provinciale e preposto a capo di una questura.
Originariamente posto alle dipendenze del prefetto, dopo la riforma della Polizia di Stato operata dalla legge 1º aprile 1981 n. 121, risponde gerarchicamente al Capo della polizia - direttore generale della pubblica sicurezza.
Il rapporto fra il prefetto e il questore è oggi invece un rapporto di coordinamento, nel quale il prefetto coordina il questore stesso e gli altri vertici provinciali delle forze di polizia (Comandante provinciale dei Carabinieri e Comandante provinciale della Guardia di finanza).

## Caratteristiche
Il questore può essere un dirigente generale di pubblica sicurezza (nelle sedi più rilevanti) o un dirigente superiore della Polizia di Stato ed è un componente del comitato provinciale per l'ordine e la sicurezza pubblica. È responsabile e coordinatore di tutte le forze di Polizia impiegate in servizi atti a garantire l'ordine e la sicurezza pubblica, nonché in servizi di prevenzione e difesa da atti eversivi.
Il questore stabilisce le modalità tecnico-operative, utili al raggiungimento degli obiettivi stabiliti dal prefetto e dal comitato provinciale per l'ordine e la sicurezza pubblica. Inoltre, a lui competono attività in materia di autorizzazioni di polizia, detenzione di armi, espatrio e immigrazione; egli è quindi il titolare di tutto il complesso di uffici di questura, nonché il vertice della Polizia di Stato in provincia.
È autorità provinciale tecnica di pubblica sicurezza, con compiti distinti dal prefetto, che resta l'autorità provinciale "politica" di pubblica sicurezza. Il rapporto fra le due autorità è ora improntato al modello del coordinamento, il cui potere spetta al prefetto nei confronti del questore e dei comandanti provinciali delle altre forze di polizia (Carabinieri, Guardia di Finanza).
Il questore è il titolare della funzione di emanazione delle ordinanze con le quali vengono regolamentate tutte le manifestazioni o gli eventi che possono turbare o interessare l'ordine pubblico. In tale veste e nelle facoltà di autorità provinciale (tecnica) di pubblica sicurezza, ha il potere-dovere del coordinamento tecnico-operativo di tutte le forze di polizia nazionali e locali, presenti nella provincia, in materia di ordine pubblico.

## Il vicario del questore
La denominazione di vicario del questore (comunemente "vicario") non rappresenta un grado, ma una funzione, espletata da un primo dirigente della Polizia di Stato. In questo senso, la funzione di vicario del questore deve essere tenuta distinta dalla qualifica di vicequestore, che, invece, è un grado (immediatamente inferiore a quello di primo dirigente).
Il vicario assicura la sostituzione del questore nelle assenze. Inoltre, il vicario, quale diretto e primo collaboratore del questore, sovrintende i numerosi uffici della questura ed ai più delicati servizi di ordine pubblico; infine, presiede alcune importanti commissioni di lavoro, quali il Consiglio provinciale di disciplina, la Commissione provinciale per le materie esplodenti e partecipa alla Commissione provinciale pubblico spettacolo, presieduta dal viceprefetto vicario.
Di norma, i funzionari che assumono tale ruolo sono i candidati più vicini alla promozione al grado di dirigente superiore (questore).